# Artemis (satelliet)
Artemis (Advanced Relay and Technology Mission) is een satelliet gebouwd onder leiding van het bedrijf Alenia Spazio (Italië). Artemis is ontworpen om nieuwe technologieën te introduceren die interorbit-communicatie mogelijk maakt.

## Algemeen
De lancering van Artemis vond in juli 2001 plaats vanaf het Centre Spatial Guyanais bij Kourou (Frans-Guyana). Artemis heeft een levensverwachting van vijf tot zeven jaar. Bediening vindt plaats vanuit het controlestation Fucino in Italië door een team van het consortium Altel (Alenia Spazio/Telespazio). Technische ondersteuning wordt verleend vanuit Redu (België) door een team van ESA. Voor testen met het SILEX-systeem is een team van het Astrium-consortium beschikbaar vanuit Fucino.

## Satelliet-tussenstation
Artemis is bedoeld om de grondcommunicatie met niet-geostationaire aardobservatiesatellieten gedurende langere periodes dan voorheen mogelijk te maken. Voorbeelden van aardobservatiesatellieten zijn SPOT-4, Envisat en Kirari. Gedurende de helft van de aardobservatiesatelliet baanperiode, is communicatie met Artemis mogelijk. Hierdoor is minimaal vijf keer per dag informatieoverdracht naar eenzelfde grondstation mogelijk, dit met een transmissiesnelheid van 50 Mb/s. Met behulp van het SILEX-systeem worden beelden vanuit de observatiesatelliet doorgezet naar Artemis alwaar deze beelden via 20 GHz radiogolven naar het beeldverwerkingscentrum in Toulouse worden gestuurd.

### Problemen bij de lancering
Na de lancering op 31 januari 2001, is ESA's communicatiesatelliet Artemis met een vertraging van ruim 18 maanden, op 21.5 E in een geostationaire baan om de aarde gebracht. Een technische storing aan de Ariane 5 bracht de Artemis-satelliet op een apogeum van slechts 17 500 km, ver beneden de geplande geostationaire baan op 36 000 km.
Met de beschikbare chemische stuwstof (ruim 1300 kg) zijn vijf ontbrandingen op het perigeum en drie ontbrandingen op het apogeum tot stand gebracht. Hierdoor is de Artemis binnen tien dagen op een hoogte van 31 000 km gebracht. Dit is ver buiten de gevaarlijke invloedssfeer van de Van Allen-gordels. Ongeveer 70 kg stuwstof is hierbij gereserveerd om Artemis op de gewenste geostationaire snelheid te brengen en voor de komende vijf tot zeven jaar in de geostationaire baan te houden (geostationaire hoogte en geostationaire snelheid).
Om de resterende afstand vanuit 'parkeerstand' naar de geostationaire baan te overbruggen werd gebruikgemaakt van de twee redundant uitgevoerde stuurraketten. De twee raketten hebben een gezamenlijke stuwkracht van 15 millinewton. Er waren 200 dagen nodig om met actieve stuurraketten de laatste 5000 km te overbruggen, dit met een snelheid van ongeveer 1 km/h.
De stuurraketten zijn ontworpen om in geostationaire baan positiebewegingen naar de aarde toe te realiseren. Dit ter compensatie van de zogenaamde orbit drift. Om in hoogte te klimmen zitten de stuurraketten dus aan de verkeerde kant! Zo'n 20 % van de besturingssoftware werd aangepast en oneigenlijke hardwareconfiguraties werden toegepast om de stuurraketten als stuwraketten te kunnen gebruiken.
De stuwstof voor deze ionenraket is geïoniseerd Xenongas.

## Nauwkeurigere navigatiediensten
Via Artemis is het mogelijk om binnen West-Europa extra nauwkeurigheid binnen gps en GLONASS aan te brengen. In 2004 kwam het eerste operationele signaal voor het Europese satellietnavigatiesysteem EGNOS beschikbaar. Dit aanvullend signaal verhoogt de nauwkeurigheid van gps en GLOSNASS van twintig tot twee meter.